# Helena Vildová
| Posities op de WTA-ranglijst Positie per einde seizoen: \| jaar \| rang enkelspel \| rang dubbelspel \| \| ---- \| -------------- \| --------------- \| \| 1989 \| 695 \| – \| \| 1990 \| 514 \| 280 \| \| 1991 \| 337 \| 210 \| \| 1992 \| 426 \| 165 \| \| 1993 \| 481 \| 211 \| \| 1994 \| 281 \| 141 \| \| 1995 \| 200 \| 90 \| \| 1996 \| 296 \| 94 \| \| 1997 \| 359 \| 42 \| \| 1998 \| 693 \| 94 \| \| 1999 \| 867 \| 118 \| \| 2000 \| 604 \| 230 \| \| 2001 \| – \| 774 \| |                |                 |
| jaar | rang enkelspel | rang dubbelspel |
| 1989 | 695            | –               |
| 1990 | 514            | 280             |
| 1991 | 337            | 210             |
| 1992 | 426            | 165             |
| 1993 | 481            | 211             |
| 1994 | 281            | 141             |
| 1995 | 200            | 90              |
| 1996 | 296            | 94              |
| 1997 | 359            | 42              |
| 1998 | 693            | 94              |
| 1999 | 867            | 118             |
| 2000 | 604            | 230             |
| 2001 | –              | 774             |

Helena Vildová (Tsjecho-Slowakije, 19 maart 1972) is een voormalig tennisspeelster uit Tsjechië. Vildová begon met tennis toen zij negen jaar oud was. Haar favoriete ondergrond is tapijt. Zij speelt rechtshandig en heeft een tweehandige backhand. Zij was actief in het proftennis van 1989 tot in 2001.

## Loopbaan

### Enkelspel
Vildová debuteerde in 1989 op het ITF-toernooi van Šibenik (Joegoslavië). Zij stond in 1990 voor het eerst in een finale, op het ITF-toernooi van Pécs (Hongarije) – hier veroverde zij haar eerste titel, door landgenote Klára Bláhová te verslaan. In totaal won zij drie ITF-titels, de laatste in 1997 in Langenthal (Zwitserland).
In 1995 kwalificeerde Vildová zich voor het eerst voor een WTA-hoofdtoernooi, op het toernooi van Zürich. Op de WTA-toernooien had zij geen succes.
Haar hoogste notering op de WTA-ranglijst is de 188e plaats, die zij bereikte in januari 1996.

### Dubbelspel
Vildová behaalde in het dubbelspel betere resultaten dan in het enkelspel. Zij debuteerde in 1989 op het ITF-toernooi van Boedapest (Hongarije), samen met landgenote Radka Bobková – zij bereikten er de halve finale. Zij stond in 1990 voor het eerst in een finale, op het ITF-toernooi van Sutton (Engeland), weer met Bobková aan haar zijde – hier veroverde zij haar eerste titel, door het Australische duo Lisa Keller en Robyn Mawdsley te verslaan. Vildová won twee van haar dubbelspeltitels samen met de Nederlandse Seda Noorlander (Bordeaux 1995 en Novi Sad 1996). In totaal won zij 28 ITF-titels, de laatste in 2001 in Båstad (Zweden).
In 1991 speelde Vildová voor het eerst op een WTA-hoofdtoernooi, op het toernooi van Bol, samen met landgenote Radka Bobková. In 1995 had zij haar grandslamdebuut, op Roland Garros, samen met landgenote Eva Melicharová. Zij stond in 1997 voor het eerst in een WTA-finale, op het toernooi van Linz, weer met Melicharová – zij verloren van het Franse koppel Alexandra Fusai en Nathalie Tauziat. Later dat jaar veroverde Vildová haar eerste WTA-titel, op het toernooi van Rosmalen, nog steeds met Melicharová aan haar zijde, door het koppel Karina Habšudová en Florencia Labat te verslaan. In totaal won zij drie WTA-titels, de laatste in 1998 in Sopot, samen met landgenote Květa Hrdličková.
Haar beste resultaat op de grandslamtoernooien is het bereiken van de tweede ronde. Haar hoogste notering op de WTA-ranglijst is de 39e plaats, die zij bereikte in november 1997.

#### Gemengd dubbelspel
In deze discipline won Vildová slechts één keer haar openingspartij, op Roland Garros 1997 samen met de Italiaan Filippo Messori.

### Tennis in teamverband
In 1999 maakte Vildová deel uit van het Tsjechische Fed Cup-team – zij verloor haar enige partij, in het dubbelspel met Dája Bedáňová.

## Palmares
| Legenda                |
| ---------------------- |
| Grandslamtoernooi      |
| Olympische Spelen      |
| Year-End Championships |
| Tier I                 |
| Tier II                |
| Tier III               |
| Tier IV & V            |

### WTA-finaleplaatsen enkelspel
geen

### WTA-finaleplaatsen vrouwendubbelspel
| nr.              | finale     | toernooi            | ondergrond | partner          | tegenstandsters                    | score         |         |
| ---------------- | ---------- | ------------------- | ---------- | ---------------- | ---------------------------------- | ------------- | ------- |
| gewonnen finales |            |                     |            |                  |                                    |               |         |
| 1.               | 1997-06-21 | WTA Rosmalen        | gras       | Eva Melicharová  | Karina Habšudová Florencia Labat   | 6-3, 7-6      | details |
| 2.               | 1997-08-03 | WTA Maria Lankowitz | gravel     | Eva Melicharová  | Radka Bobková Wiltrud Probst       | 6-2, 6-2      | details |
| 3.               | 1998-08-02 | WTA Sopot           | gravel     | Květa Hrdličková | Åsa Carlsson Seda Noorlander       | 6-3, 6-2      | details |
| verloren finales |            |                     |            |                  |                                    |               |         |
| 1.               | 1997-02-09 | WTA Linz            | tapijt (i) | Eva Melicharová  | Alexandra Fusai Nathalie Tauziat   | 6-4, 3-6, 1-6 | details |
| 2.               | 1997-07-20 | WTA Praag           | gravel     | Eva Martincová   | Ruxandra Dragomir Karina Habšudová | 1-6, 7-5, 2-6 | details |
| 3.               | 1999-02-14 | WTA Prostějov       | tapijt (i) | Květa Hrdličková | Alexandra Fusai Nathalie Tauziat   | 6-3, 2-6, 1-6 | details |

### Gewonnen ITF-toernooien enkelspel
| nr. | finale     | toernooi   | dotatie | ondergrond | tegenstandster in finale | score         |
| --- | ---------- | ---------- | ------- | ---------- | ------------------------ | ------------- |
| 1.  | 1990-12-02 | Pécs       | $10.000 | tapijt (i) | Klára Bláhová            | 6-2, 6-3      |
| 2.  | 1996-10-06 | Langenthal | $10.000 | tapijt (i) | Kerstin Taube            | 6-3, 3-6, 6-1 |
| 3.  | 1997-10-05 | Langenthal | $10.000 | tapijt (i) | Gabriela Kučerová        | 6-3, 6-2      |

### Gewonnen ITF-toernooien dubbelspel
In de periode 1990–2001 won Vildová 28 ITF-dubbelspeltitels, waarvan zes met Eva Melicharová. In augustus 1996 won Vildová samen met landgenote Lenka Němečková het $75k-toernooi van Sopot – in de finale versloegen zij het Duitse koppel Kirstin Freye en Silke Meier met een "dubbele bagel" (6–0, 6–0).

## Resultaten grandslamtoernooien
| Legenda | Legenda                          |
| ------- | -------------------------------- |
| g.t.    | geen toernooi gehouden           |
| l.c.    | lagere categorie                 |
| –       | niet deelgenomen                 |
| G       | uitgeschakeld in de groepsfase   |
| 1R      | uitgeschakeld in de eerste ronde |
| 2R      | uitgeschakeld in de tweede ronde |
| 3R      | uitgeschakeld in de derde ronde  |
| 4R      | uitgeschakeld in de vierde ronde |
| KF      | uitgeschakeld in de kwartfinale  |
| HF      | uitgeschakeld in de halve finale |
| F       | de finale verloren               |
| W       | het toernooi gewonnen            |
| w-v     | winst/verlies-balans             |

### Enkelspel
geen deelname

### Vrouwendubbelspel
| toernooi        | 1995 | 1996 | 1997 | 1998 | 1999 |
| --------------- | ---- | ---- | ---- | ---- | ---- |
| Australian Open | –    | 2R   | 2R   | 1R   | 2R   |
| Roland Garros   | 2R   | 1R   | 1R   | 2R   | 1R   |
| Wimbledon       | 1R   | 1R   | 1R   | 1R   | 1R   |
| US Open         | 2R   | –    | 1R   | 2R   | 1R   |

### Gemengd dubbelspel
| toernooi        | 1997 | 1998 | 1999 |
| --------------- | ---- | ---- | ---- |
| Australian Open | –    | 1R   | –    |
| Roland Garros   | 2R   | 1R   | 1R   |
| Wimbledon       | 1R   | 1R   | –    |
| US Open         | –    | –    | –    |